# Sterniczka jamajska
Sterniczka jamajska (Oxyura jamaicensis) – gatunek średniej wielkości ptaka z podrodziny sterniczek (Oxyurinae) w rodzinie kaczkowatych (Anatidae). Zamieszkuje Amerykę Północną i Południową, introdukowany do Europy i północnej Afryki. Nie jest zagrożony wyginięciem.

## Systematyka
Gatunek ten po raz pierwszy zgodnie z zasadami nazewnictwa binominalnego opisał w 1789 roku niemiecki przyrodnik Johann Friedrich Gmelin w 13. edycji linneuszowskiego Systema Naturae. Autor nadał gatunkowi nazwę Anas jamaicensis, a jako miejsce typowe wskazał Jamajkę. Obecnie sterniczka jamajska zaliczana jest do rodzaju Oxyura.
Wyróżniono trzy podgatunki; podgatunek O. jamaicensis andina wymieniany jest jako pośredni pomiędzy jamaicensis a ferruginea. Podgatunki ferruginea i andina są przez część systematyków wydzielane do odrębnego gatunku Oxyura ferruginea. Proponowany podgatunek rubida z Ameryki Północnej nie jest uznawany.

## Zasięg występowania

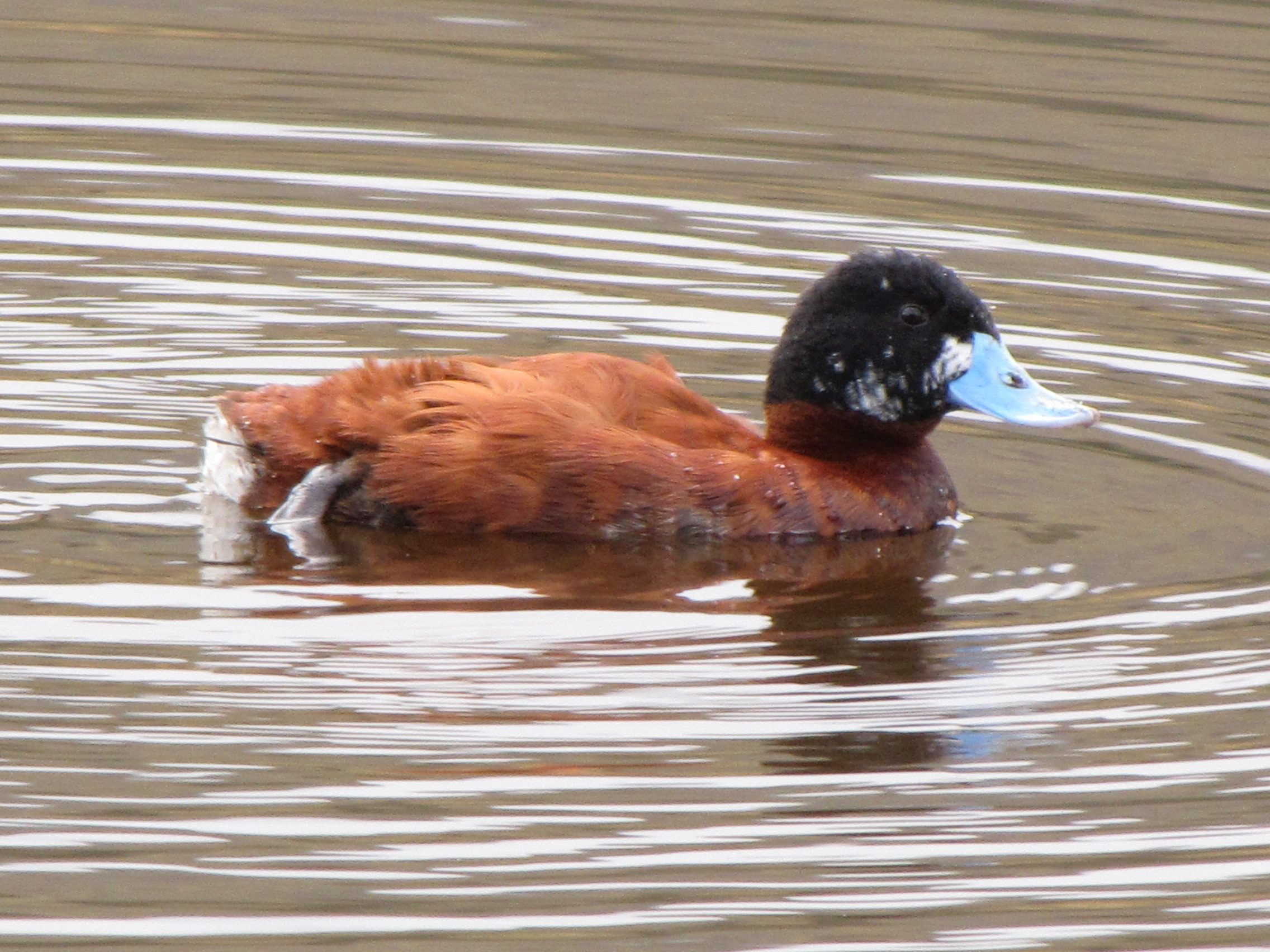
Samiec z Kolumbii

Sterniczka jamajska występuje w zależności od podgatunku:
- O. jamaicensis jamaicensis – sterniczka jamajska[9] – Ameryka Północna, w tym Karaiby. Północne populacje wędrowne, zimują w południowej części areału.
- O. jamaicensis ferruginea – sterniczka peruwiańska[9] – Ameryka Południowa (Andy – od południowo-zachodniej Kolumbii na południe po Ziemie Ognistą).
- O. jamaicensis andina – północno-środkowa i zachodnio-środkowa Kolumbia.

Introdukowana przed 1961 rokiem do Wielkiej Brytanii skolonizowała Europę Zachodnią, zalatując sporadycznie do Europy Środkowej i Afryki Północnej.
W Polsce pojawia się sporadycznie i nie rozmnaża się. Pierwszego przedstawiciela tego gatunku stwierdzono w 2005 roku (wcześniej, w 1997 roku zaobserwowano samca będącego hybrydą sterniczki jamajskiej i rodzimej sterniczki zwyczajnej). Do końca 2020 roku stwierdzono ją 18 razy, łącznie obserwowano 19 osobników. Komisja Faunistyczna Sekcji Ornitologicznej Polskiego Towarzystwa Zoologicznego wciągnęła sterniczkę jamajską na Listę awifauny krajowej (kategoria C w klasyfikacji AERC), ale w 2023 roku usunęła ją z tej listy i przeniosła do aneksu, który obejmuje gatunki stwierdzone w Polsce, lecz nie zaliczone do awifauny krajowej (kategoria D w klasyfikacji AERC).

## Morfologia

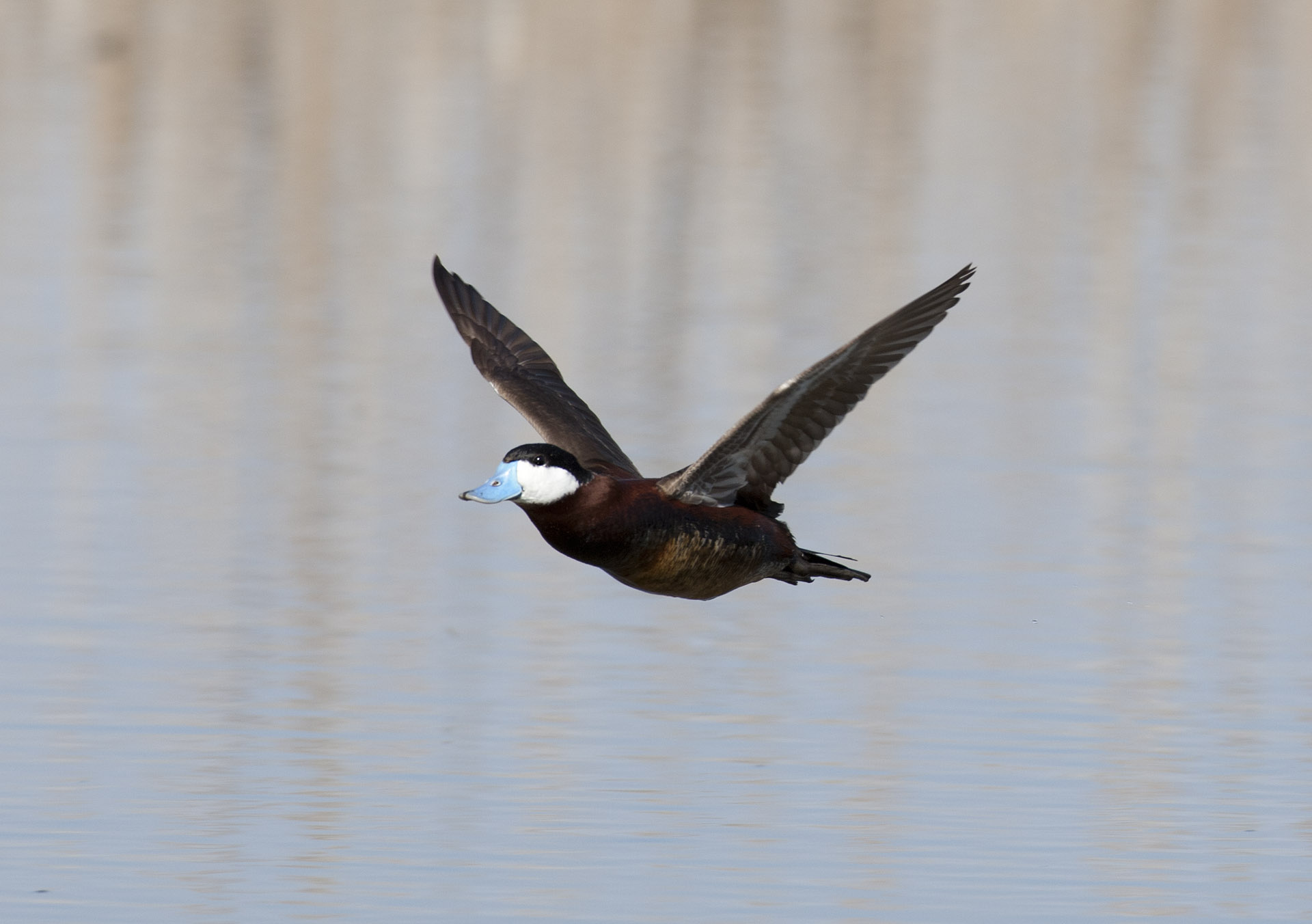
Samiec w locie

Cechy gatunkuCiało rdzawo-brązowe. W szacie godowej u samca głowa ciemna, policzki białe, dziób błękitny. Samica ma głowę brązową, a na poliku przez białą plamę biegnie brązowy pasek. W szacie spoczynkowej kolor biały zastępowany jest przez jasnobrązowy. Podgatunki południowe mają mniej koloru białego na głowie.
Wymiary średniedługość ciała ok. 35–43 cm
rozpiętość skrzydeł ok. 53–62 cm
masa ciała: samica 310–845 g, samiec 530–795 g

## Tryb życia

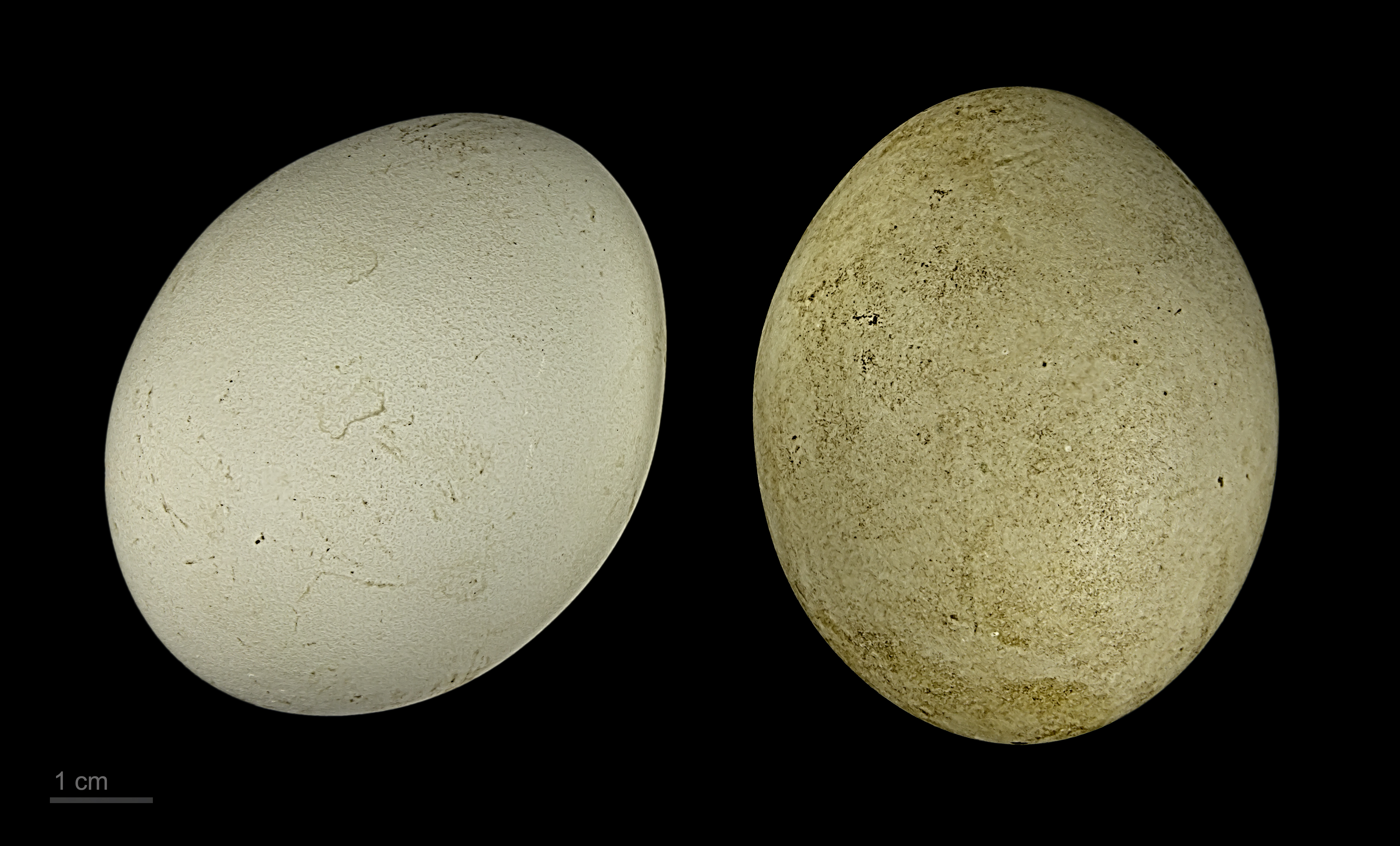
Jaja z kolekcji muzealnej

BiotopCieki wodne, estuaria, mokradła.
GniazdoPływająca platforma zbudowana z roślin, ukryta w zaroślach.
JajaW ciągu roku wyprowadza jeden lęg, składając w maju–lipcu 5 do 15 ciemnych jaj.
WysiadywanieJaja składane w odstępach jednodniowych, wysiadywane są przez okres 23–26 dni przez samicę. Pisklęta pierzą się po 60 dniach. Samiec podczas sezonu godowego zapładnia kilka samic. Po wykluciu pomaga wychować młode pierwszej partnerce.
PożywienieNasiona i rośliny wodne uzupełniane przez drobne zwierzęta (mięczaki, owady i ich larwy) zbierane z powierzchni wody lub spod wody.

## Status

Zasięg sterniczki peruwiańskiej (ferruginea + andina), często uznawanej za odrębny gatunek

W Czerwonej księdze gatunków zagrożonych Międzynarodowej Unii Ochrony Przyrody (IUCN) takson ten w 2014 roku został podzielony na dwa odrębne gatunki: Oxyura jamaicensis i Oxyura ferruginea. Oba są zaliczane do kategorii LC (najmniejszej troski), a trend ich liczebności uznawany jest za spadkowy. Organizacja Wetlands International w 2014 roku szacowała liczebność podgatunku andina na około 10 tysięcy osobników, a ferruginea na 25–100 tysięcy osobników.
Status w Europie
W Europie sterniczka jamajska jest uznawana za gatunek inwazyjny. Wywiera negatywny wpływ na środowisko przyrodnicze, gdyż krzyżuje się i konkuruje o pokarm i miejsce gniazdowania z zagrożoną sterniczką zwyczajną, przenosi wirusa ptasiej grypy (szczep H5N1), a ponadto poprzez swoje agresywne zachowanie konkuruje z innym gatunkami ptaków wodnych, m.in. perkozem zausznikiem i perkozkiem. W 2016 Stały Komitet Konwencji Berneńskiej wydał Rekomendację Nr 185 (2016) dotyczącą całkowitego wytępienia tego gatunku w Zachodniej Palearktyce przed rokiem 2020. Już wcześniej jednak w kilku krajach Europy Zachodniej realizowano programy redukcji populacji sterniczki jamajskiej poprzez np. odstrzał, niszczenie jaj czy pułapki, np. w latach 2005–2010 w Wielkiej Brytanii odstrzelono ponad 6800 osobników, dzięki czemu brytyjska populacja tej kaczki zmalała o 95%.